# Protuberella borealis
Protuberella borealis är en svampart som först beskrevs av Sanshi Imai, och fick sitt nu gällande namn av S. Imai & Kawam. 1958. Protuberella borealis ingår i släktet Protuberella och familjen stinksvampar.   Inga underarter finns listade i Catalogue of Life.